# Lasse Günther
Lasse Günther (Monaco di Baviera, 21 marzo 2003) è un calciatore tedesco, difensore dell'Elversberg.

## Caratteristiche tecniche
È un terzino sinistro.

## Carriera

### Club
Cresciuto nel settore giovanile del Bayern Monaco, nel 2021 viene aggregato alla rosa della seconda squadra, giocando 5 partite in 3. Liga.
Nel maggio 2021 viene acquistato dall'Augusta, con cui firma un contratto valido fino al giugno 2025.

### Nazionale
Ha giocato nelle nazionali giovanili tedesche Under-16, Under-17, Under-18, Under-19 ed Under-20.

## Statistiche

### Presenze e reti nei club
Statistiche aggiornate al 22 febbraio 2025.
| Stagione        | Squadra          | Campionato      | Campionato | Campionato | Coppe nazionali | Coppe nazionali | Coppe nazionali | Coppe continentali | Coppe continentali | Coppe continentali | Altre coppe | Altre coppe | Altre coppe | Totale | Totale |
| Stagione        | Squadra          | Comp            | Pres       | Reti       | Comp            | Pres            | Reti            | Comp               | Pres               | Reti               | Comp        | Pres        | Reti        | Pres   | Reti   |
| --------------- | ---------------- | --------------- | ---------- | ---------- | --------------- | --------------- | --------------- | ------------------ | ------------------ | ------------------ | ----------- | ----------- | ----------- | ------ | ------ |
| 2020-2021       | Bayern Monaco II | 3L              | 5          | 0          | -               | -               | -               | -                  | -                  | -                  | -           | -           | -           | 5      | 0      |
| 2021-2022       | Augusta II       | RL              | 10         | 2          | -               | -               | -               | -                  | -                  | -                  | -           | -           | -           | 10     | 2      |
| 2021-2022       | Augusta          | BL              | 5          | 0          | CG              | 2               | 0               | -                  | -                  | -                  | -           | -           | -           | 7      | 0      |
| 2022-2023       | Jahn Ratisbona   | 2L              | 16         | 0          | CG              | 1               | 0               | -                  | -                  | -                  | -           | -           | -           | 17     | 0      |
| 2023-2024       | Wehen Wiesbaden  | 2L              | 22+2       | 1          | CG              | 1               | 0               | -                  | -                  | -                  | -           | -           | -           | 25     | 1      |
| 2024-2025       | Karlsruhe        | 2L              | 20         | 1          | CG              | 2               | 0               | -                  | -                  | -                  | -           | -           | -           | 22     | 1      |
| Totale carriera | Totale carriera  | Totale carriera | 80         | 4          |                 | 6               | 0               |                    | -                  | -                  |             | -           | -           | 86     | 4      |